# Ruysch (cràter)
Ruysch és un cràter d'impacte en el planeta Mercuri de 64 km de diàmetre. Porta el nom de la pintora neerlandesa Rachel Ruysch (1664-1750), i el seu nom va ser aprovat per la Unió Astronòmica Internacional el 2013.